# ナガオカ (大阪府)
株式会社ナガオカは、本社を大阪市中央区に置く機械メーカーである（登記上本店は大阪府貝塚市）。

## 概要
水関連事業（取水用スクリーン、完全無薬の水処理装置の製造販売）やエネルギー関連事業（石油精製及び石油化学等のプラント用の内部装置）を手掛ける。
1934年に創業し、1966年に法人化した。新規事業に積極的であったが、技術開発に多額の資金を投入した結果、資金繰りが悪化し、2004年に民事再生により、スポンサーの日本アジア投資株式会社が運営する再生ファンド「JAIC－事業再生１号投資事業有限責任組合」により再生された。

## 沿革
- 1934年10月 - 創業者の永岡増蔵により大阪府松原市にて永岡金網工業所を創業。
- 1966年10月 - 永岡金網株式会社に改組。
- 1991年1月 - 株式会社ナガオカ（旧ナガオカ）に商号変更。
- 2004年8月 - 資金繰り悪化により大阪地方裁判所に対して民事再生手続を申請。
- 2004年11月 -  株式会社ナガオカスクリーンを設立し、旧ナガオカより事業・資産を譲り受け、商号を株式会社ナガオカ（新ナガオカ）に変更。
- 2015年6月 - JASDAQに株式上場。
- 2017年6月 - 株式会社ハマダを割当先とする第三者割当増資により、同社の子会社となる。

## 拠点
- 本社：大阪市中央区安土町1丁目8-15 野村不動産大阪ビル7階
- 姫路工場：兵庫県姫路市網干区浜田字南新々田1597-1
- 開発センター：大阪府貝塚市二色南町2-12
- 東京営業所：東京都千代田区神田富山町30-2 吉田ビル5階
- 江戸川工場：東京都江戸川区篠崎町6丁目21-4

## 連結子会社
- 那賀設備（大連）有限公司：中国遼寧省大連市